# Bibio pallipes
Bibio pallipes är en tvåvingeart som beskrevs av Thomas Say 1823. Bibio pallipes ingår i släktet Bibio och familjen hårmyggor. Inga underarter finns listade i Catalogue of Life.